# Mack Strong
Pour les articles homonymes, voir Strong.
(en) Statistiques sur pro-football-reference
Mack Carlington Strong, né le 11 septembre 1971 à Fort Benning en Géorgie, est un ancien joueur américain de football américain. Il joue toute sa carrière professionnelle pour les Seahawks de Seattle au poste de fullback dans la National Football League. Il est, depuis 2008, consultant pour la chaîne de télévision sportive Root Sports Northwest.
Strong signe au début de sa carrière en tant qu'agent libre non-drafté en 1993 après avoir joué au football américain avec les Bulldogs de l'université de Géorgie. Il est sélectionné deux fois pour le Pro Bowl en 2005 et 2006. En 2007, il annonce son intention de prendre sa retraite sportive après une blessure au cou et est placé sur la liste des joueurs réserviste de son équipe.